# Jetětice
Jetětice – miejscowość i gmina (obec) w Czechach, w kraju południowoczeskim, w powiecie Písek. W 2022 roku liczyła 348 mieszkańców.
W miejscowości jest przystanek kolejowy Jetětice.